# 別大国道
別大国道（べつだいこくどう）は、国道10号の大分県別府市東別府と大分県大分市生石の間の約7kmの区間の別名である。大分市と別府市を結ぶ一般道の幹線道路は他には一切ないため、九州で最も交通量の多い区間のひとつである。

## 概要
路線全域がJR日豊本線と併走している（ただし、別大国道の区間内には駅はない）。海沿いを走っているので別府湾の景色が望める。
毎年2月上旬に開催される別府大分毎日マラソンのコースとしても知られている。別府市との境界近くの大分市高崎山下に田ノ浦アイル、高崎山自然動物園、大分マリーンパレス水族館（うみたまご）といった観光地があり、休日はこれらへ向かう車で大混雑することも多い。
2006年、6車線化に伴い、広い歩道と自転車道が整備され、サイクリングやジョギングのコースとしてもよく使用されている。

## 路線状況

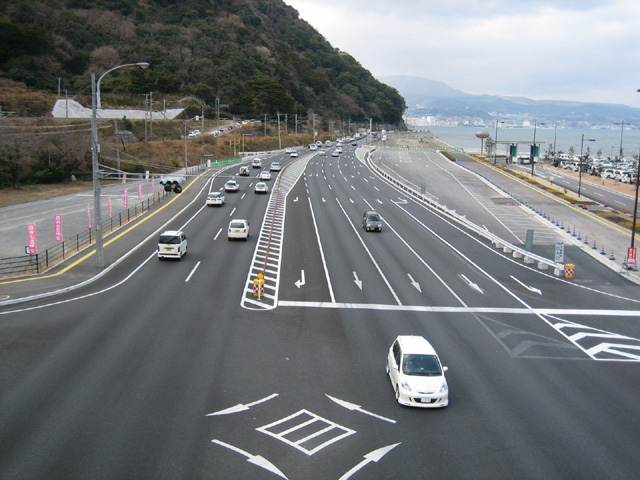
国道10号別大拡幅事業当時の様子（大分マリーンパレス水族館と高崎山自然動物園の交差点付近）

別大国道は1932年（昭和7年）から継続的に整備されている。1972年（昭和47年）には、交通量の増大にともない、当時別大国道を走っていた路面電車の大分交通別大線が廃止されて4車線化が進み、1978年（昭和53年）に4車線への暫定拡幅が完成した。しかし、高崎山が海に迫り、日豊本線が並走している関係上、これ以上の拡幅は困難であり、夕方の混雑時には大分市中心部 - 別府市中心部の所要時間が1時間以上かかることも普通であった。
1993年（平成5年）、渋滞緩和と交通安全確保などを図るために、4車線だった別大国道の6車線化工事を開始。山側には拡幅できないため、海側を連続的に埋め立てることによって拡幅用地を確保し、2004年（平成16年）2月1日に田ノ浦-生石間が拡幅された。国土交通省によれば、この拡幅により別府-大分間の所要時間が半減したとされる。
また、2005年（平成17年）2月6日には高崎山-田ノ浦間で供用を開始。残る東別府-高崎山間（約1.7km）のうち、東別府寄り700mと高崎山寄り300mは2007年度（平成19年度）までに完成した。残りの区間は、海岸部が急峻で深いため工法の検討に時間を要し、幹線道路の護岸では日本で初めてフレア護岸を採用して、2006年度（平成18年度）に着工された。このうち、高崎山寄り300mについては2011年（平成23年）2月に供用され、全線の6車線化は2012年（平成24年）2月1日に完了した。
当道路が沿岸沿いにあるため、津波などの大規模災害による不通時のバックアップとして、別大国道に並行しながらも高崎山の裏を通る東九州自動車道（別府IC-大分IC間）のほか、（大分県道619号中村別府線・大分県道601号小挾間大分線と合わせて）ほぼ同様のルートをとる大分県道51号別府挾間線が拡張整備されている。

### 道路施設

#### 道の駅
- たのうらら（大分市）

## 地理

### 通過する自治体
- 大分県
  - 別府市 - 大分市

### 交差する道路
- 大分県道51号別府挾間線
- 大分県道696号高崎大分線